# ڽ
النون المثلثة (ڽ) إحدى الحروف التي أضيفت للأبجدية العربية لكتابة اللغة الملايو.

## الكتابة
| الموقع من الكلمة: | معزول | بدائي | وسطي | نهائي |
| ----------------- | ----- | ----- | ---- | ----- |
| شكل الحرف:        | ڽ     | ڽـ    | ـڽـ  | ـڽ    |